# Eiskeller Altenberge

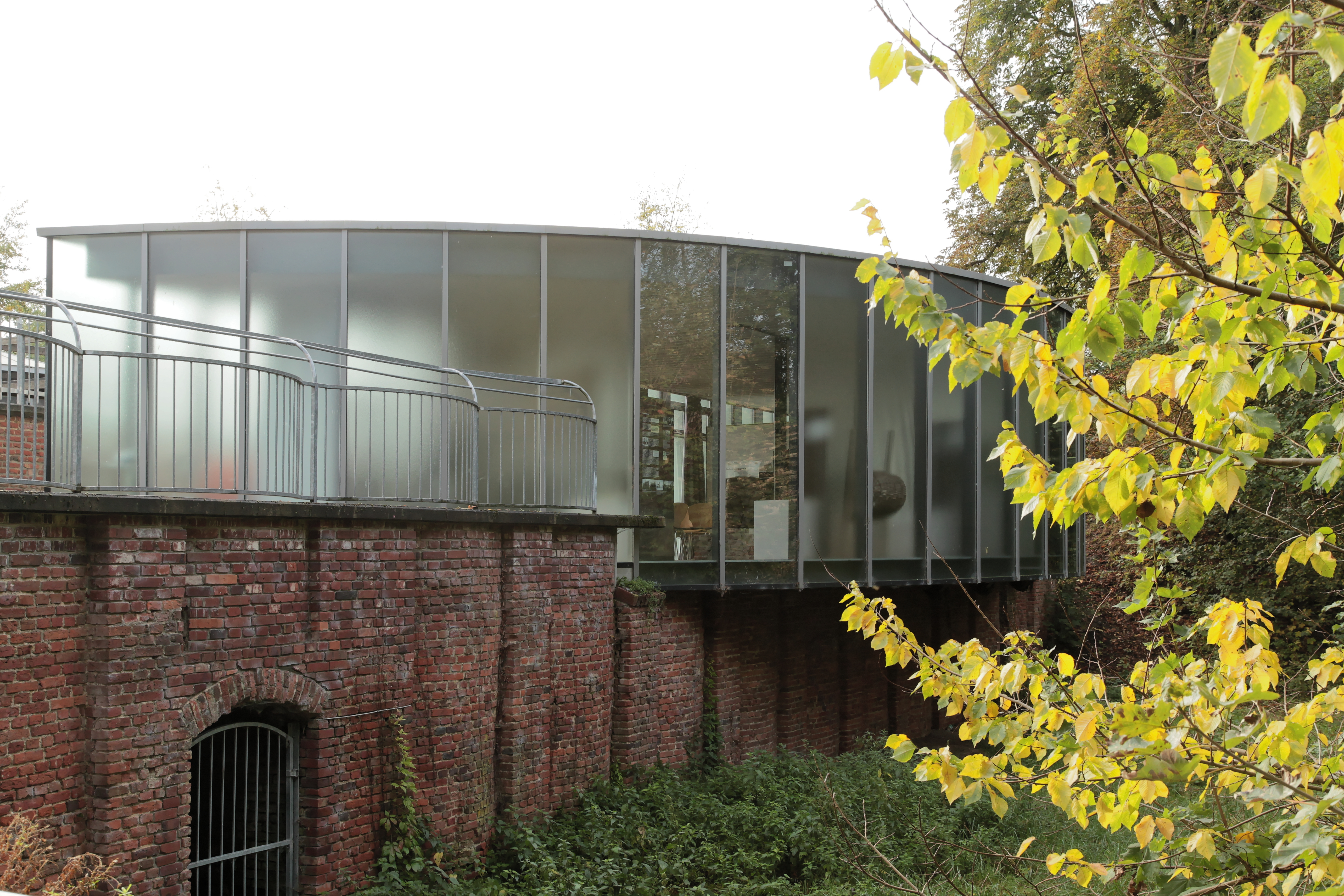
Eiskeller Altenberge

Der Eiskeller Altenberge ist eine historische unterirdische Eiskelleranlage der ehemaligen Bierbrauerei der Gebrüder Beuing in der Gemeinde Altenberge im Münsterland im nördlichen Nordrhein-Westfalen. Sie steht als Baudenkmal unter Denkmalschutz.

## Geschichte
Am 1. Februar 1860 stellten die Brüder Beuing einen Antrag für den Bau einer sogenannten „baierschen“ Bierbrauerei in der Gemeinde Altenberge:

„Altenberge 1. Februar 1860.
Es erschienen die Gebrüder Beuing von hier, nemlich:
1. Franz Beuing, Bäcker und Brauer Meister,
2. Johann Hermann Beuing, Kaufmann und trugen vor:
Wir beabsichtigen, auf dem von uns angekauften, an der Chausée nach Steinfurt liegenden Grundstücken hiesiges Grunds, nemlich flur 8 Nro. 414/106 und 415/107 eine Brauerei anzulegen, worin hauptsächlich Bier auf baiersche Art bereitet werden soll.
Zu diesem Behufe übergaben bomgenannten eine Zeichnung des Gebäudes, der Anlage und Keller-Gewölbe nebst seine Beschreibung, ... und baten um die Genehmigung Königlichen Regierung ... .
F. Beuing Joh. Herm. Beuing. Amtmann Hunekohl“

Dem Antrag wurde von der Königlich Preußischen Regierung zu Münster schnell eine Genehmigung erteilt und die Errichtung der Anlage wurde kurz darauf begonnen, sodass bereits am 31. Januar 1861 die Produktion aufgenommen werden konnte. Zehn Jahre später wurde die Anlage modernisiert und ein Dampfkessel mit einer Dampfmaschine der Firma Münnich & Co. aus Chemnitz eingebaut. Im Jahr 1879 wurde die Natureiskühlung durch eine künstliche Kühlung ergänzt. Zu diesem Zweck wurde eine Kühlmaschine von Carl von Linde eingesetzt. Bis zum Jahr 1883 wurde der Aufzug in der Anlage durch ein Göpelwerk mit Pferdekraft angetrieben und zu diesem Zeitpunkt durch eine Hubmaschine ersetzt. Der Dampfkessel wurde 1896/97 durch eine noch leistungsfähigere Anlage der Firma Lersch aus Essen ausgetauscht.

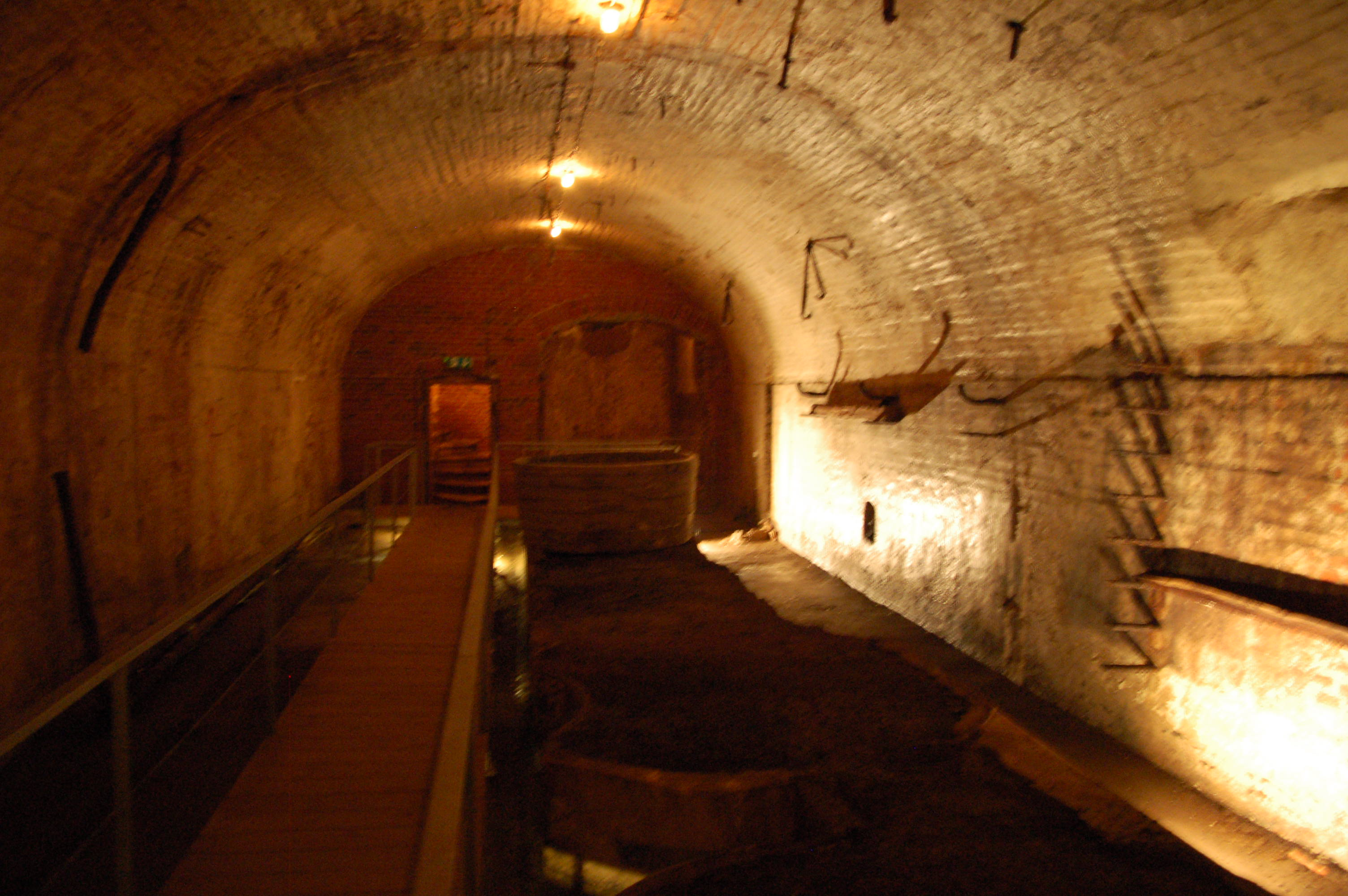
Gärkeller

Im Jahr 1890 wurde die Anlage durch einen großen Lagerkeller mit einem zweigeschossigen Eiskeller darüber zu einer Anlage ausgebaut, die sich insgesamt über vier Etagen erstreckt. 1904 wurde der zweigeschossige Eiskeller umgebaut, sodass dort zwei Malztennekeller entstanden und die Brauerei erhielt den Namen „Brauerei und Mälzerei Gebr. Beuing Altenberge in Westfalen“. Um sich von der sogenannten unteren Brauerei, die ganz in der Nähe lag, abzuheben, wurde knapp zehn Jahre später eine erneute Namensänderung vollzogen, sodass die Brauerei dann „Bergbrauerei Gebr. Beuing Altenberge i. W.“ hieß. Im Jahr 1927 kam es zu einem verheerenden Brand in der Brauerei und zwei Jahre später wurde sie an Andreas Okesson verkauft und in „Andreas-Bräu Altenberge i.W.“ umbenannt.
Im Jahr 1930 wurde sie von Clemens Beuing wieder zurückgekauft und ein Jahr später geschlossen, da die beiden großen Brauereien in der Nähe, die Germania Brauerei in Münster und die Privatbrauerei A. Rolinck in Burgsteinfurt, den Eigentümer per Vertrag gezwungen hatten, nie mehr Bier auf dem Gelände herzustellen. Die Brauerei wurde in eine Kornbrennerei umgewandelt und die Eiskeller wurden nicht mehr benötigt.
In den letzten Jahren des Zweiten Weltkriegs wurden die Kelleranlagen als Luftschutzbunker genutzt, und anschließend gerieten sie in Vergessenheit. 
Die oberirdischen Firmengebäude wurden in den Jahren 1982/83 abgerissen und erst im Jahr 1996 wurden die Kelleranlagen als Baudenkmal anerkannt und unter Schutz gestellt.
In den folgenden Jahren wurde der Eiskeller aus- und aufgeräumt und unter anderem durch den Einbau von Beleuchtung und dem Anlegen einer Laufgalerie für Besucher zugänglich gemacht. Zur REGIONALE 2004 wurde mit Fördermitteln des Landes NRW ein oberirdisches Gebäude in Form einer Eisscholle errichtet, welches am 11. September 2004 eröffnet wurde und seitdem als Museum dient.

## Beschreibung
Die Brauerei bestand ursprünglich aus der Eiskelleranlage, oberirdischen Produktionsgebäuden und einem Wohnhaus und erstreckte sich über mehr als drei Hektar Fläche. Neben der unterirdischen Kelleranlage ist heute nur noch das Wohnhaus mit der Eingangspforte für das Gelände erhalten.
Von der ursprünglichen Anlage aus dem Jahr 1860 sind heute noch alle Kellergewölberäume vorhanden. Insgesamt erstreckt sich die Anlage über vier unterirdische Etagen. Die gesamte Kelleranlage wurde aus roten Ziegelsteinen gebaut. Die Herkunft der Ziegel ist nicht belegt. In Form und Scherbe stimmen sie jedoch mit Ziegeln überein, die in Bauten verwendet wurden, die in der zweiten Hälfte des 19. Jahrhunderts mit Ziegeln aus den Ziegeleien in den Nachbargemeinden Nordwalde und Nienberge hergestellt wurden.

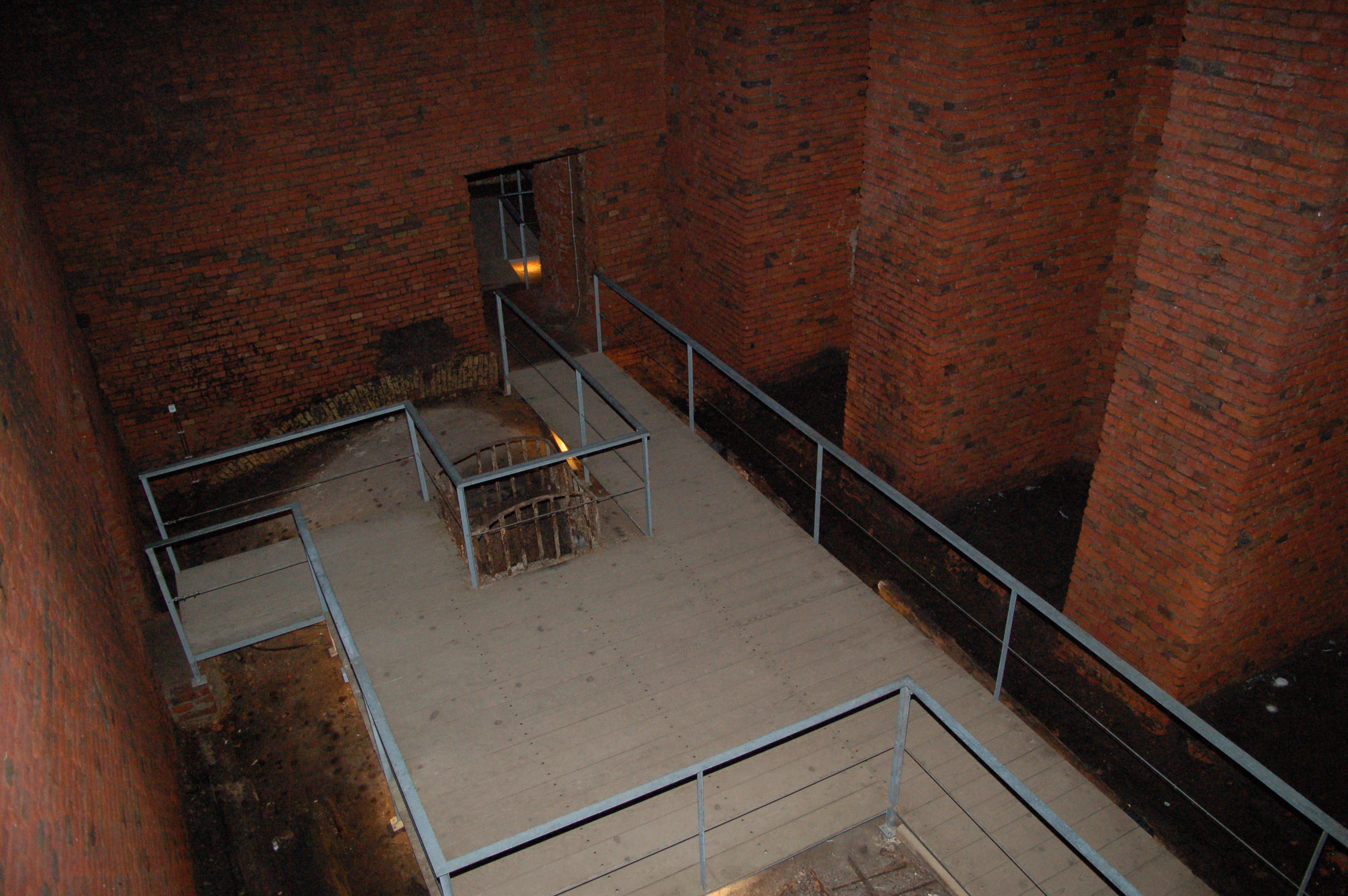
Großer Eiskeller mit Pfeilernischen

In der unteren Etage befinden sich zwei Keller mit Tonnengewölbe, die nahezu rechtwinklig zueinander angeordnet und miteinander verbunden sind. Aus einem der Keller gibt es mittels eines Verbindungsganges einen Ausgang auf den Borndalweg. Dieser Kellerraum ist auch mit dem runden Eiskeller verbunden, der sich über zwei Etagen erstreckt und mit einer Kuppel abschließt, in der sich ein quadratisches Loch befindet. Diese Öffnung in der Kuppel diente dazu, dass dieser Raum mit Eis gefüllt werden konnte.
Oberhalb des unteren Lagerkellers befindet sich ein großer Eiskeller, der sich über zwei Etagen erstreckt. Dieser hat fünf gemauerte Pfeilernischen, die vermutlich die Druckkräfte aufnehmen sollen, die durch den dahinter befindlichen Hang entstehen. Dieser Kellerraum wird durch ein gemauertes Tonnengewölbe abgeschlossen. Durch die Pfeilernischen, das Tonnengewölbe und seine eindrucksvollen Maße (Länge: ca. 15 m, Breite: ca. 6 m, Höhe: ca. 8 m) wirkt der Keller wie ein Kirchenraum. Dieser Eindruck wird durch die exakte Verarbeitung der Ziegel noch unterstrichen.
In der oberen Etage wurde in der ersten Ausbaustufe im Jahr 1860 ein weiterer Kellerraum mit Gärkeller errichtet, in dem es mittig einen Sockel für die Gärbottiche gibt.
Ein Aufzugsschacht und eine Wendeltreppe verbinden die Lager- und Gärkeller miteinander.

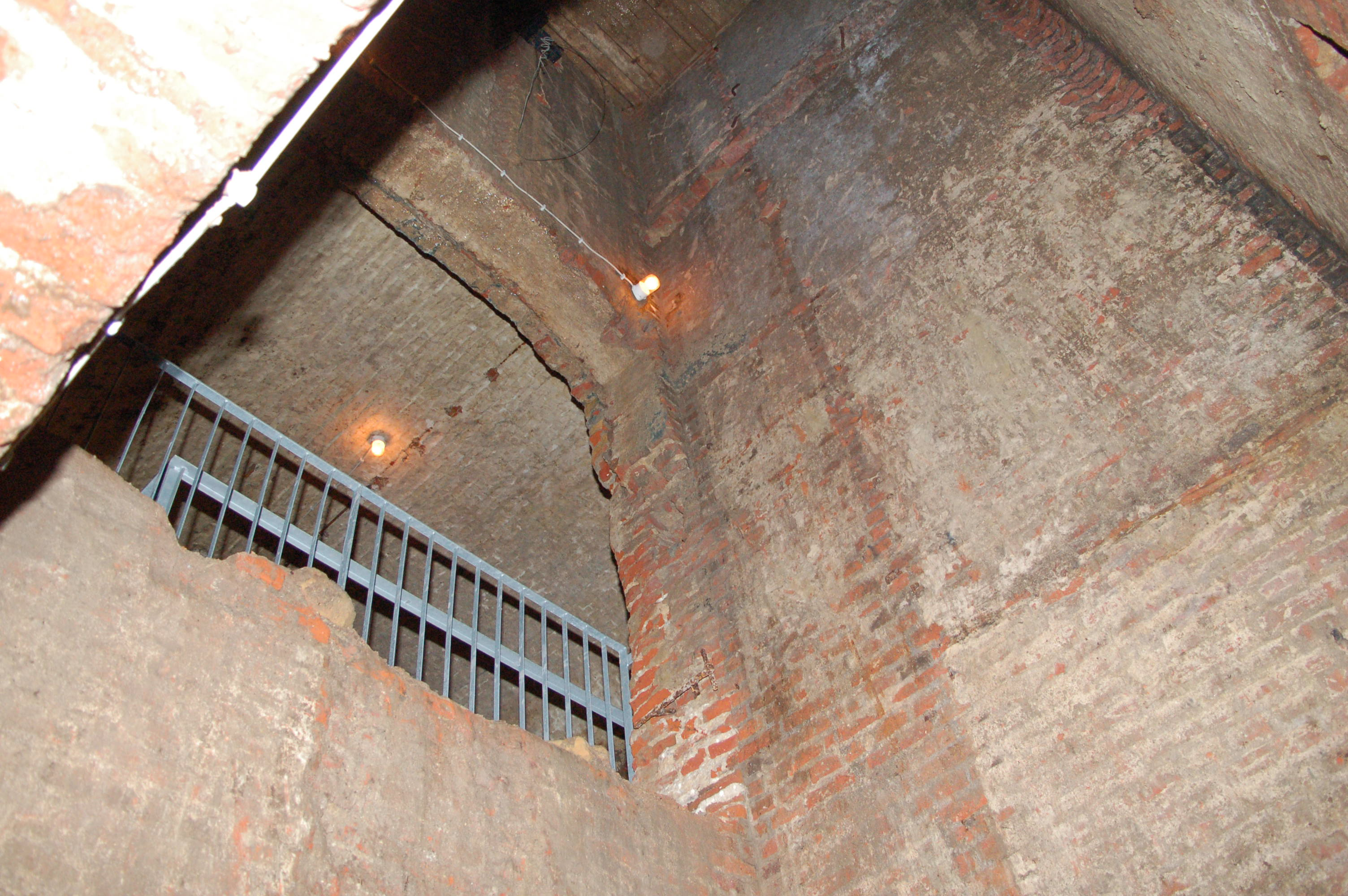
Aufzugschacht

Im Jahr 1890 wurde die bestehende Anlage in der mittleren Etage durch einen großen Lagerkeller ergänzt. Über diesem Lagerkeller wurde zusätzlich noch ein zweietagiger Eiskeller errichtet, der jedoch heute nicht mehr erhalten ist. Um den Lagerkeller an den weiter entfernt liegenden Aufzugsschacht anzubinden, wurde noch ein Stollengang von diesem Raum bis zum Schacht errichtet.
Eine dritte Bauphase gab es im Jahr 1914. In dieser Zeit wurde der im Jahr 1890 errichtete Eiskeller in zwei Malztennenkeller und einen Eisraum umgebaut, sodass jetzt auch gemälzt werden konnte.

## Funktion
Damit das untergärige „baiersche“ Bier hergestellt werden konnte, musste die Gärung der Bierwürze bei einer Temperatur zwischen 5 °C und 7 °C stattfinden und das Jungbier bei Temperaturen zwischen 0 °C und 5 °C reifen.
Um diese niedrigen Temperaturen zu erreichen, hat man in dieser unterirdischen Kelleranlage zunächst die sogenannte Natureiskühlung angewandt. Dazu wurden die Eiskeller durch Öffnungen, die sich in der Decke befinden, mit Natureis gefüllt. Dieses Eis wurde im Winter von überfluteten sogenannten Eiswiesen in der Nähe „geerntet“. Da es in der zweiten Hälfte des 19. Jahrhunderts häufig sehr kalte Winter gab, hatte man meistens genug Eis zur Verfügung. Nachdem das Eis eingefüllt war, wurde noch kaltes Wasser dazugegeben, sodass das Eis zu einem großen Eisblock zusammenfror und über bis zu zwei Jahre die Kälte abgeben konnte. Erst im Jahr 1879 wurde eine Kältemaschine eingebaut, die die Natureiskühlung unterstützte.
Die Kälte der Eisblöcke wurde durch mehrere Öffnungen in den einzelnen Räumen in die Gär- und Lagerkeller geleitet, sodass die Temperatur für die Herstellung des Bieres jederzeit optimal war. Das entstehende Schmelzwasser wurde durch ein Abflusssystem aus verschiedenen Rinnen und Rohren aus dem Keller abgeleitet.

## Eiswiesen und Eisernte
In Altenberge gab es mehrere sogenannten Eiswiesen. Eine davon lag in unmittelbarer Nähe der Brauerei Beuing auf der anderen Seite des Borndalweges. Auf diesen Wiesen wurde zwischen 1860 und 1930 das Natureis, das zur Kühlung des Eiskellers benötigt wurde, gewonnen. 
Die Wiesen wurden im Winter durch das Aufstauen eines nahegelegenen Baches unter Wasser gesetzt. In den kalten Winternächten ist dieses Wasser dann gefroren und wenn das Eis über 12 cm Stärke hatte, begann man mit der Ernte. Das geschah meistens im Dezember und Januar. Dabei hat man mit grobzahnigen Sägen und Äxten große Eisplatten aus der Eisfläche geschlagen und dann mit langen Haken an den Rand gezogen. Dort wurden sie mit Hacken in kleinere Stücke zerlegt und mit Pferdewagen zum Eiskeller gebracht. Durch die Öffnungen in der Decke der Eiskeller wurden die Eisstücke dann in die Keller geworfen und mit Wasser übergossen, sodass sie wieder zu großen Blöcken zusammenfroren.
Heute kann man nicht mehr erkennen, dass die Wiesen damals überflutet werden konnten, da die Fläche seit dieser Zeit um bis zu 3 m aufgefüllt wurde.
Bei den Führungen in der Kelleranlage wird ein Film gezeigt, in dem man sehen kann, wie diese Eisernte damals stattgefunden hat.

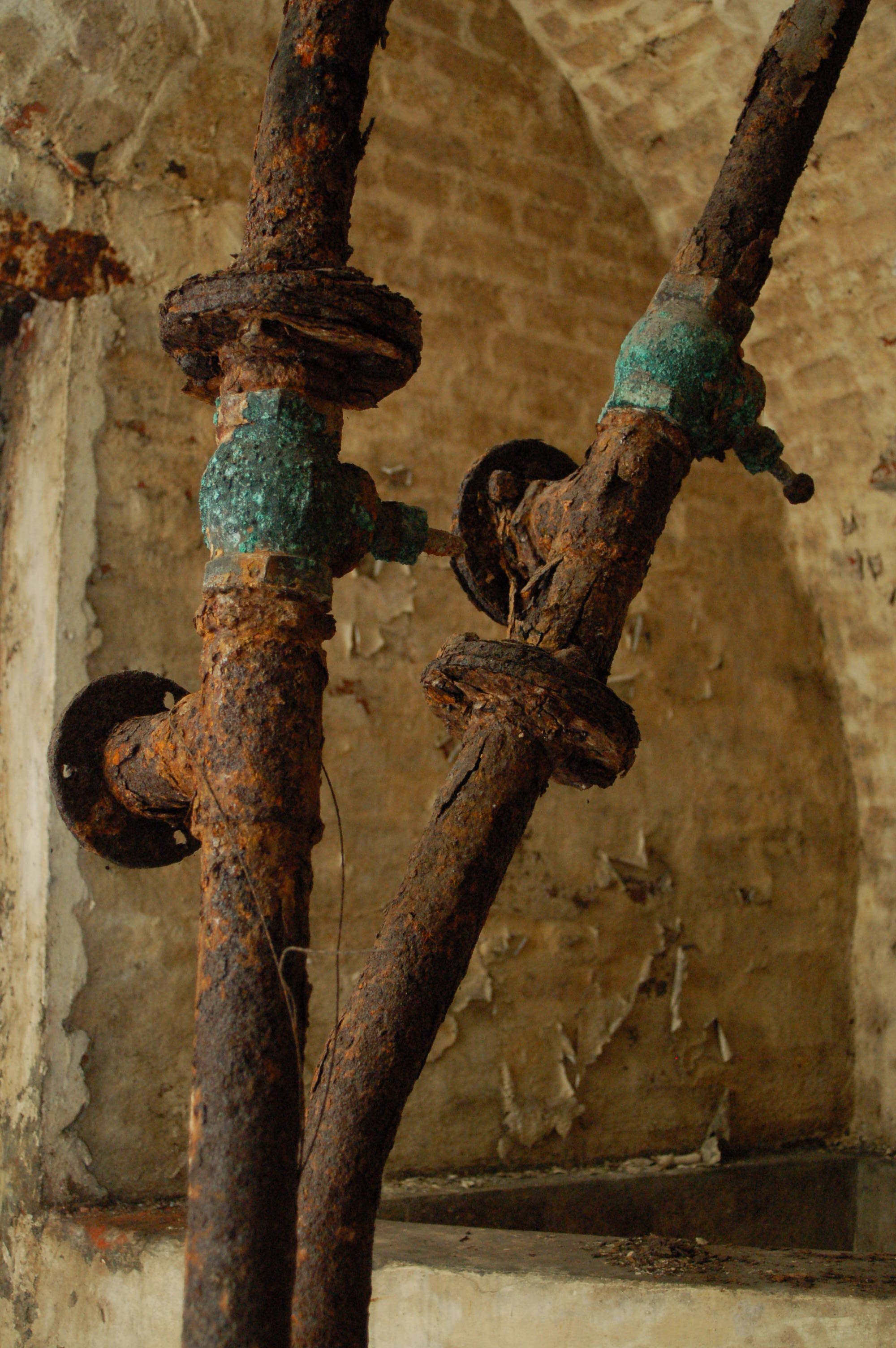
Teil der alten Installation im Eiskeller
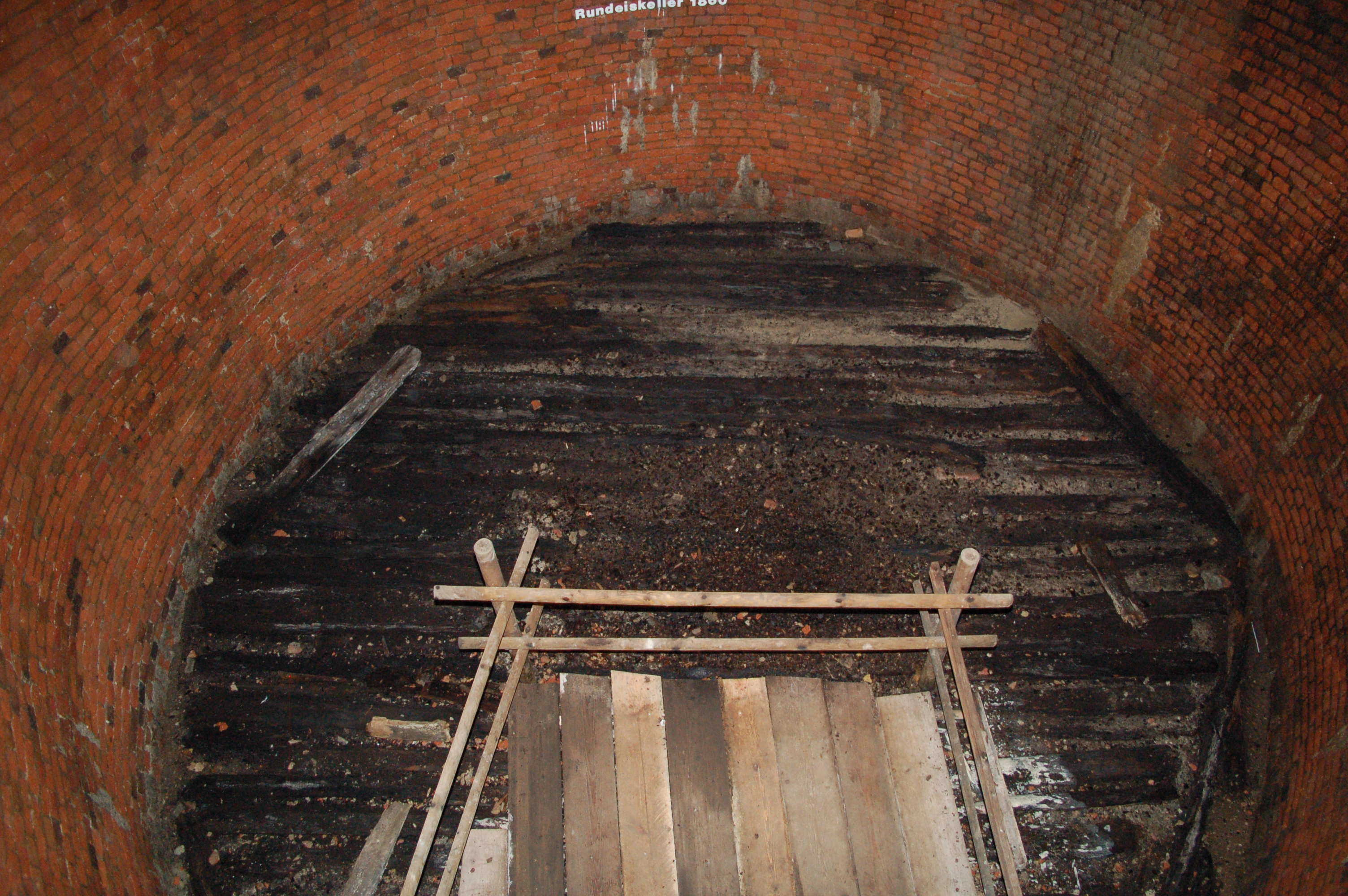
Blick von oben in den Rundeiskeller
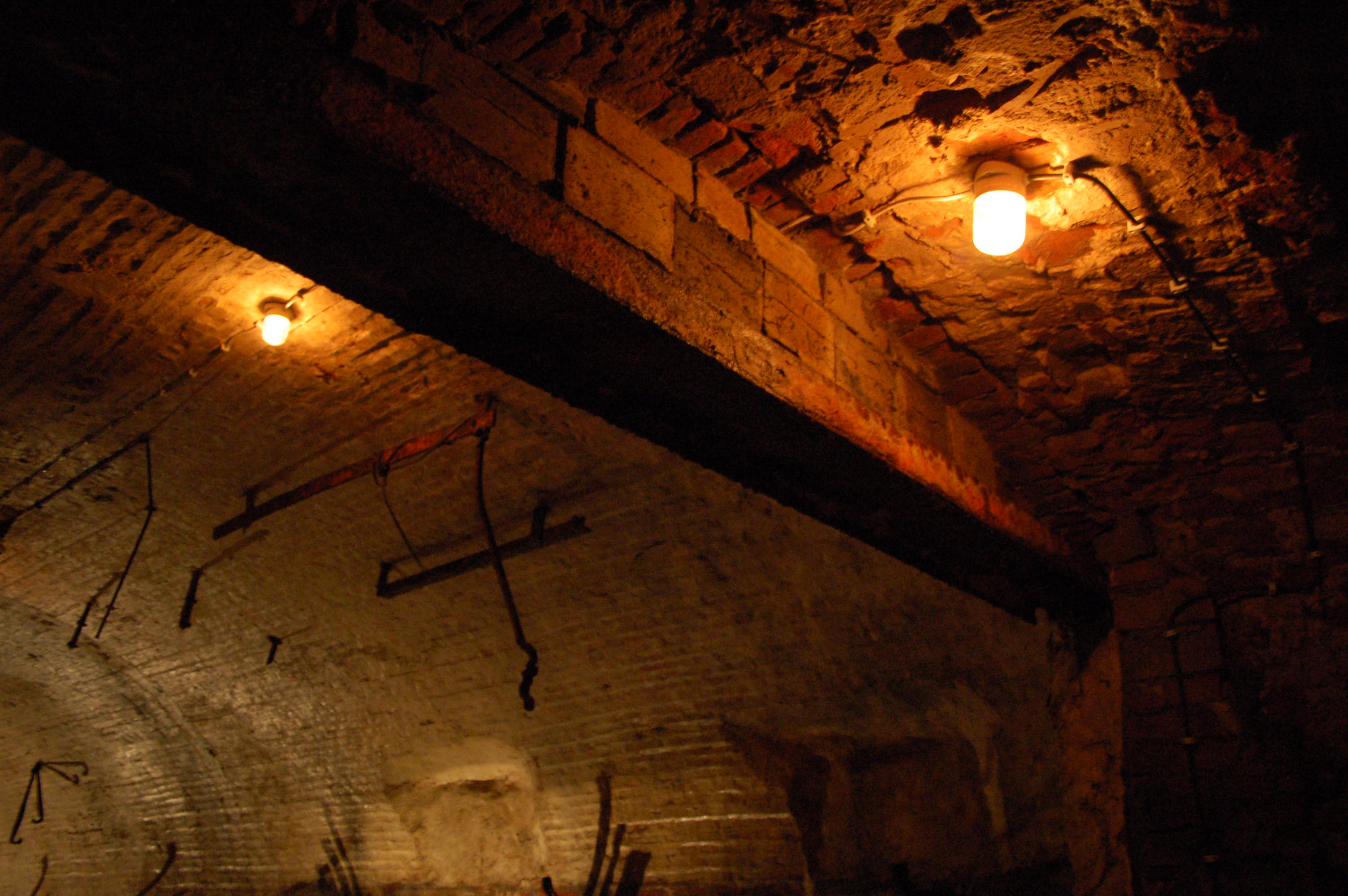
Deckendetails
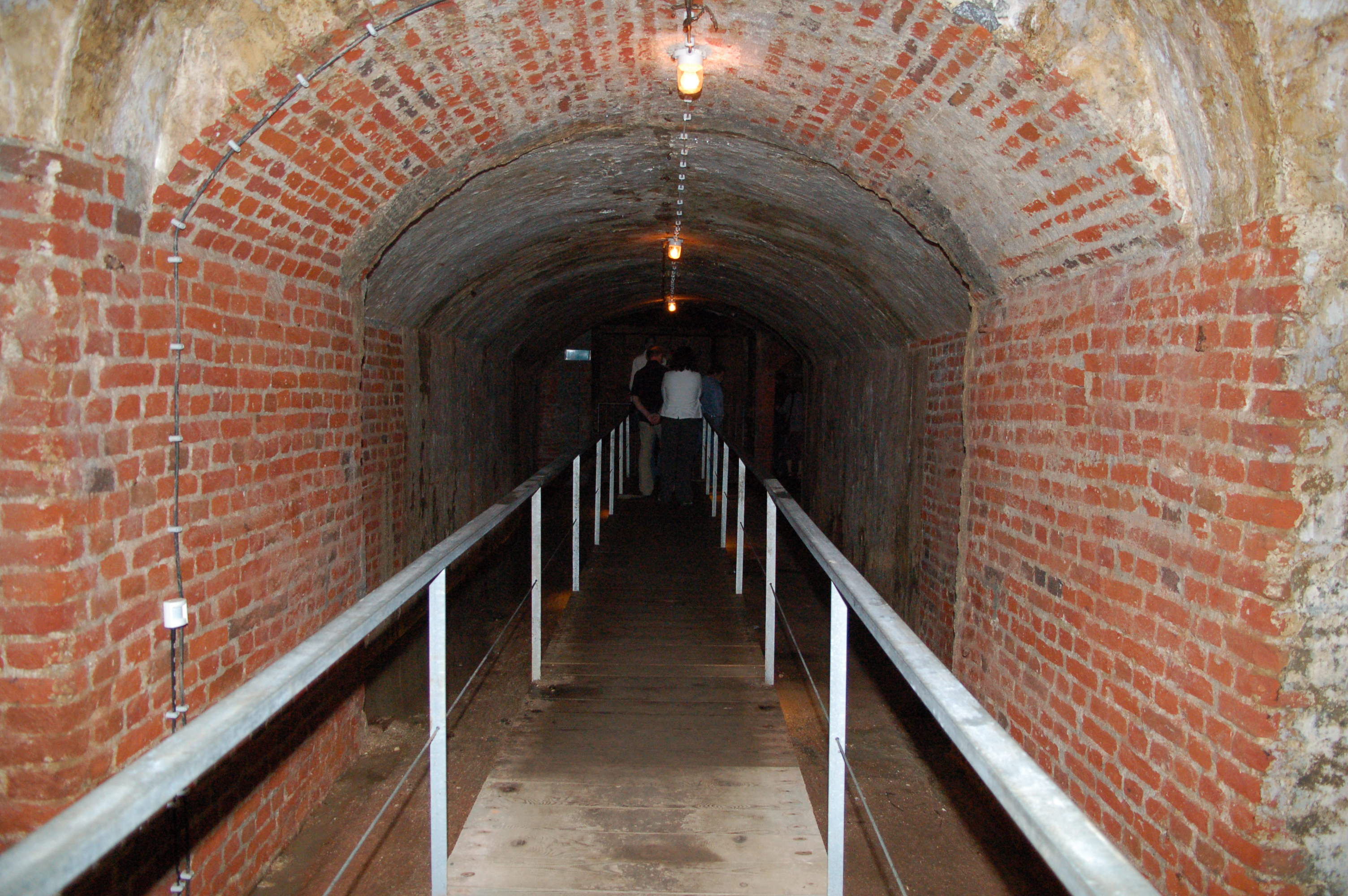
Gang mit Laufsteg für Besucher
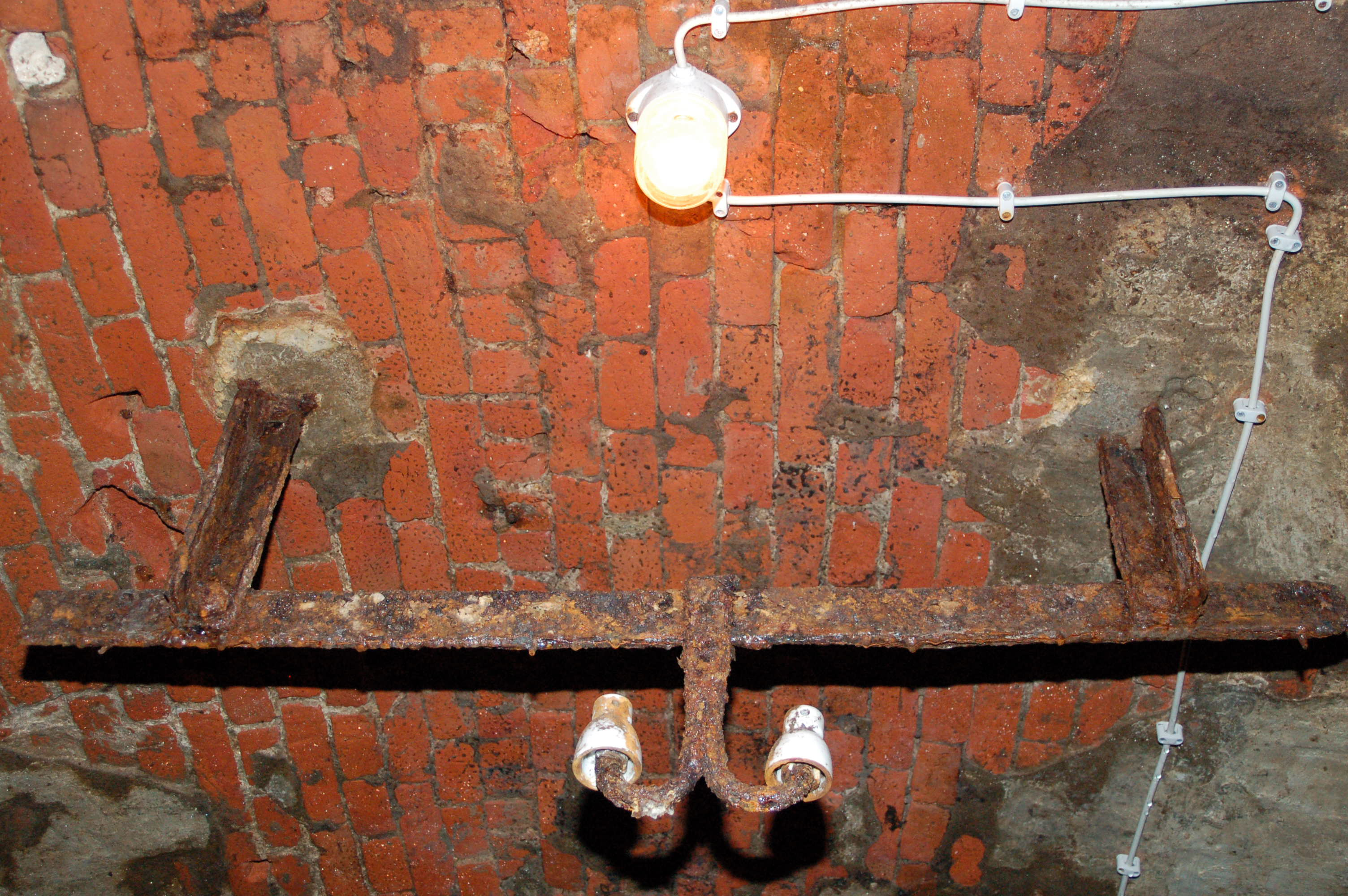
Isolatoren der alten Elektroinstallation
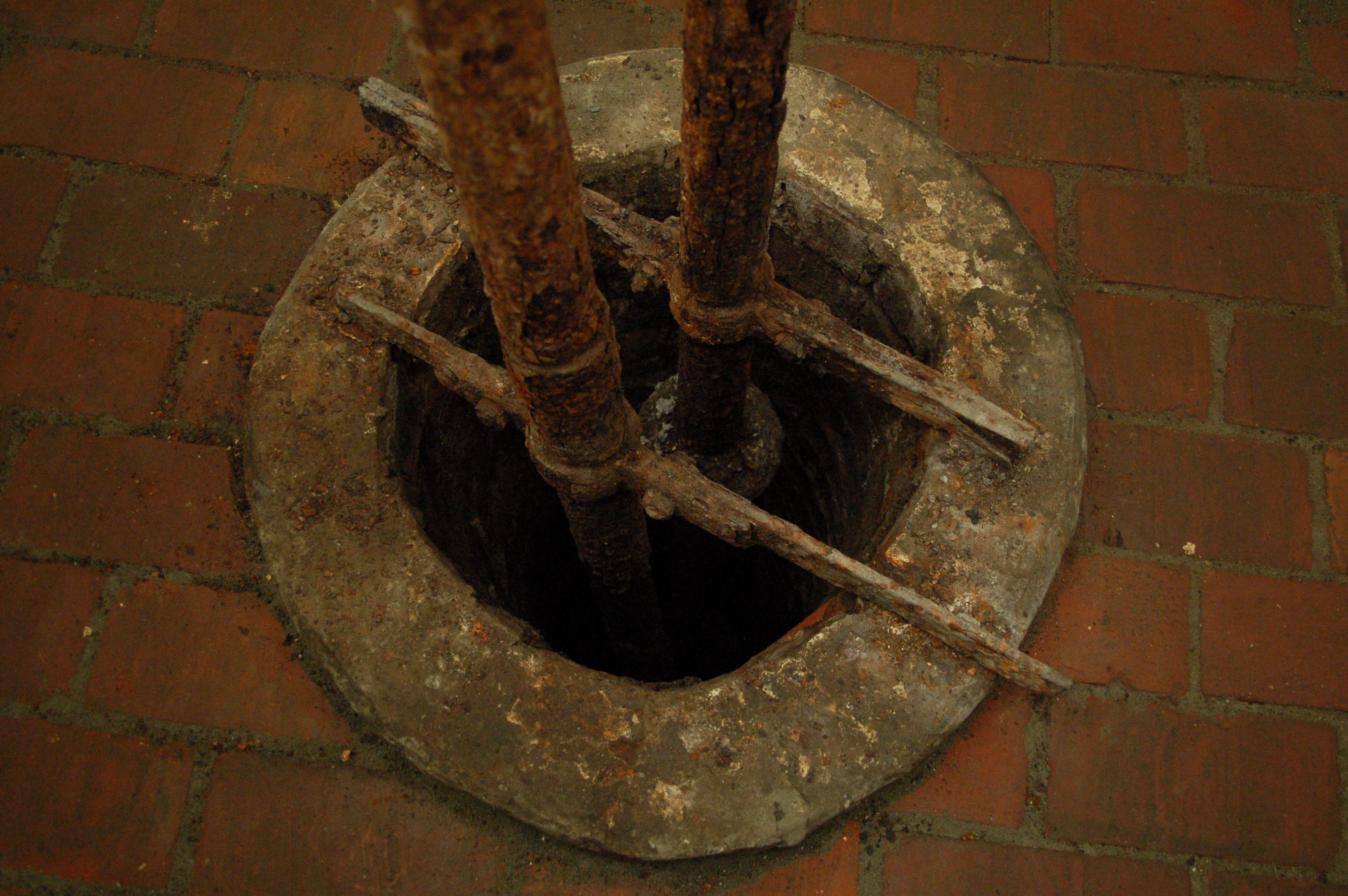
Rohrdurchführung
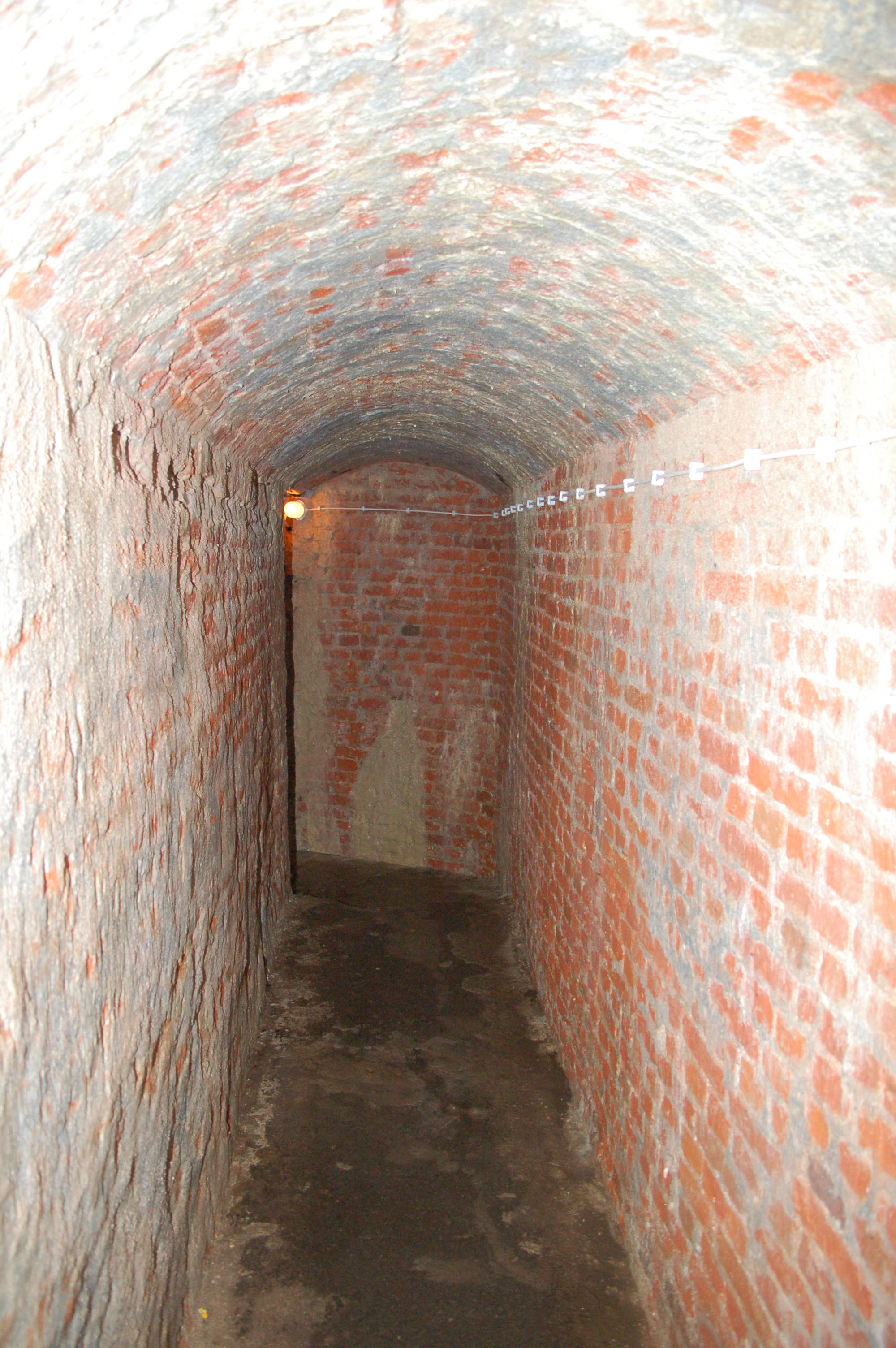
Verbindungsgang zum Aufzugschacht

## Museum
Um die Eiskelleranlage der Öffentlichkeit zugänglich machen zu können, wurde auf Mauerresten der Anlage ein Museumsgebäude errichtet. Dieses Gebäude erinnert in Form und Farbe an eine Eisscholle und dient als Zugang zur unterirdischen Anlage.
Hier werden in einer kleinen Ausstellung Gegenstände aus der Brauerei Beuing gezeigt und Informationen zu den Fledermäusen, die in der unteren Etage ihr Winterquartier haben, gegeben. Außerdem wird hier zu Beginn der Führungen durch die Eiskelleranlage ein Film über die Eisernte im 19. Jahrhundert gezeigt.
In der Sommersaison von Mai bis September können Führungen gebucht werden, die durch die gesamte Anlage führen. Zum Schutz der Fledermäuse ist dies in der restlichen Zeit nicht bis in die untere Etage möglich.

## Fledermäuse
Da es in der Eiskelleranlage ein gutes Mikroklima und viele Mauerspalten gibt, halten sich im Winter in der unteren Etage verschiedene Fledermausarten auf. Gesichtet wurden bisher das Braune Langohr, Wasserfledermäuse und Fransenfledermäuse.
Zum Schutz der Tiere ist eine Besichtigung der unteren Eiskeller in der Wintersaison nicht möglich. Einige Informationen über die Lebensweise der Fledermäuse gibt es in einer kleinen Ausstellung im Museum der Anlage.